# Jeffrey A. Hoffman
Jeffrey Alan Hoffman, född 2 november 1944 i Brooklyn i New York, är en amerikansk astronaut uttagen i astronautgrupp 8 den 16 januari 1978.

## Rymdfärder
- STS-51-D
- STS-35
- STS-46
- STS-61
- STS-75